# Mannheim
Mannheim (německá výslovnost: IPA: [ˈmanˌhaɪ̯m],  poslech) je po Stuttgartu druhým největším městem spolkové země Bádensko-Württembersko. Žije zde přibližně 317 tisíc obyvatel. Bývalé rezidenční město Rýnské Falce je v současnosti hospodářským a kulturním centrem evropského metropolitního regionu Rýn-Neckar s přibližně 2,35 milióny obyvatel. Od města Ludwigshafen ve spolkové zemi Porýní-Falc jej odděluje právě tok řeky Rýn.
Mannheim (od roku 1900 velkoměsto) je významným obchodním centrem i dopravním uzlem, ležícím mezi městy Frankfurt nad Mohanem (70 km severně) a Stuttgart (95 km jihovýchodně).

## Geografie

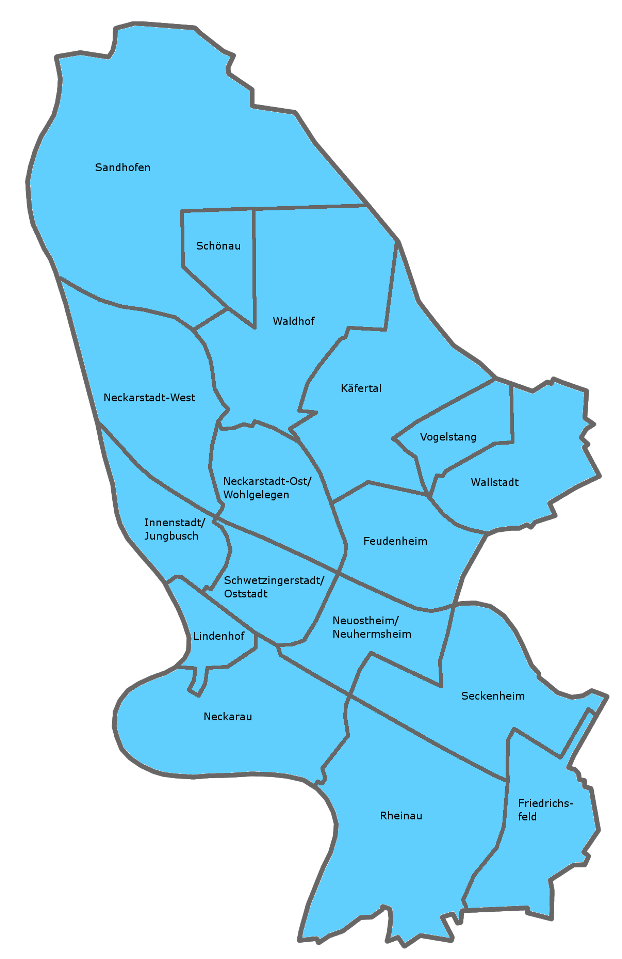
Městské části

Mannheim leží v severní části hornorýnské nížiny v „trojúhelníku“ tvořeném soutokem řek Rýn a Neckar. Město ležící na pravé straně Rýna rozděluje tok řeky Neckar.

### Správní celky
Město tvoří šest vnitřních a jedenáct vnějších městských okresů:
Centrum – „Quadratestadt“/Jungbusch, Mannheim-Lindenhof, Mannheim-Neckarstadt-východ/Wohlgelegen, Mannheim-Neckarstadt-západ, Neuostheim/Neuhermsheim, Mannheim-Schwetzingerstadt a Feudenheim, Friedrichsfeld, Käfertal, Neckarau, Rheinau, Sandhofen, Seckenheim, Schönau, Vogelstang, Waldhof a Wallstadt.

### Centrum
Původní město ve tvaru podkovy leží na soutoku Rýna a řeky Neckar. Bloky domů stojících v ulicích postavených v pravém úhlu vytváří mřížkovitou strukturu známou jako „Mannheimer Quadrate“. Plány této struktury pocházejí z 16. století od kurfiřta Fridricha IV. Falckého a dodnes se v převážné části zachovaly. Tato struktura s rezidencí na nejvýznamnějším místě v jejím středu obecně vyjadřovala dominanci a absolutistickou formu vlády. Tak jako v Karlsruhe se všechny ulice vějířovitě rozbíhají od zámku, tak v Mannheimu „čtverce“ a zvláště takzvaná Široká ulice zdůrazňuje význam nového rezidenčního sídla – zámku ve středu otevřené části pomyslné podkovy. Centrum je tak osově rozděleno na hlavní části. Široká ulice protíná centrum směrem od zámku k „Neckarské bráně“. Zajímavostí je také, že bloky domů ani ulice nemají žádná jména. Ulice mají čísla a písmena a bloky jsou označovány kombinací písmene a číslice.
Principy „ideálního města“ se v době barokního absolutismu projevily i při stavbě rezidenčních měst jako jsou Erlangen, Glückstadt nebo zmíněné Karlsruhe. Tyto principy byly však při plánování výstavby použity v pozdější době i v dalších městech.

## Historie

### Počátky
Osada Mannenheim (Heim des Manno česky – domov Mannů) je poprvé zmíněn v Lorschském kodexu (podle opatství Lorsch) v roce 766. Dlouhou dobu to byla jen nevýznamná rybářská vesnice, dokud nepřipadla rodu Wittelsbachů v roce 1284. Na významu získala v roce 1349 s výstavbou strážního hradu Eichelheim v dnešní části Lindenhof. Eichelheim zaručoval výběr poplatků a cla od lodí plujících po Rýnu. V roce 1415 tu byl vězněn papež Jan XXIII. na rozkaz římského krále Zikmunda. V roce 1566 měla osada okolo 700 obyvatel a byla tak jednou z největších ve správní oblasti Heidelbergu.

### Vznik města

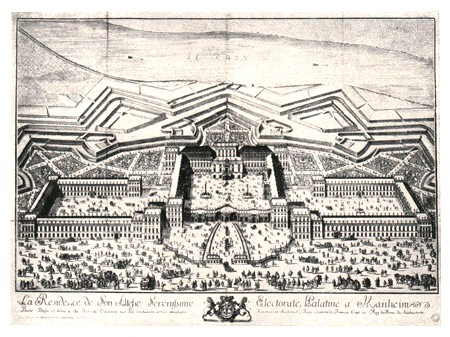
Zámek Mannheim (1725)

Mannheim obdržel městská privilegia 24. ledna 1607 poté, kdy falcký kurfiřt Fridrich IV. položil 17. března 1606 základní kámen pevnosti Friedrichsburg. Tehdy vytvořená „mřížkovitá“ struktura se zachovala dodnes. Poté, co bylo město během třicetileté války v roce 1622 vypleněno vojsky Johanna von Tilly, napadla jej v roce 1689 francouzská vojska během války o falcké nástupnictví a město opět zničila.

### Kulturní a politický vývoj

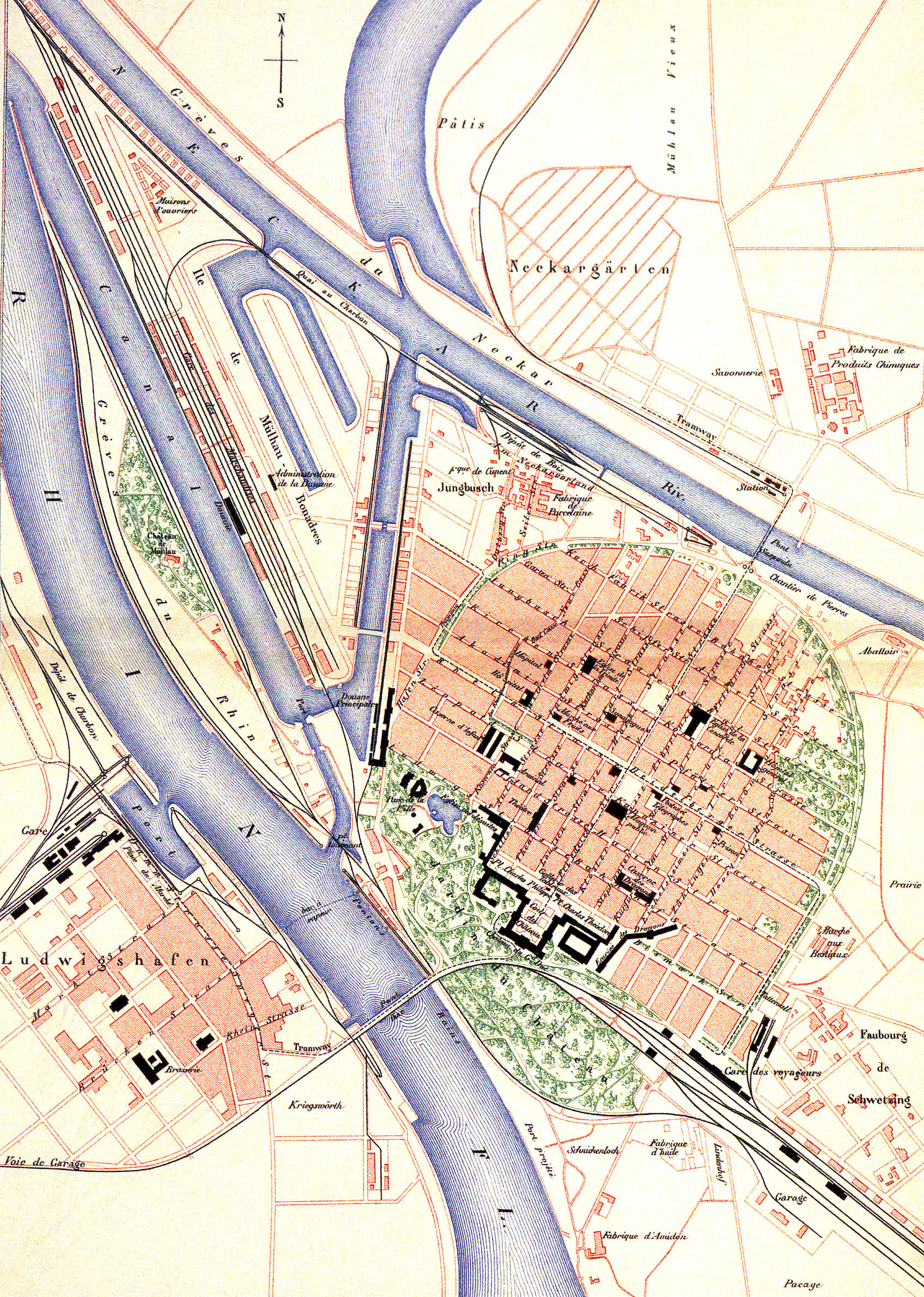
Historická mapa města (1880)

Falcký kurfiřt Karel Filip III. přesídlil v roce 1720 i se svým dvorem z Heidelbergu do Mannheimu a začal se stavbou zdejšího zámku. Ten byl dostavěn stejně s jezuitským kostelem v roce 1760. Mannheim se tak stal rezidenčním městem s 25 000 obyvateli. Falckým dvorem bylo podporováno umění, hudba, věda i obchod. V Mannheimu a blízké letní rezidenci Schwetzingen působili Goethe, Schiller i Lessing. Pobýval tu i Mozart.
Karel Theodor Falcký, který město významně pozvedl, musel v roce 1778 přesídlit dvůr díky svému dědictví do Mnichova. S tím ustal také kulturní i hospodářský rozvoj Mannheimu. V roce 1795 bylo město obsazeno francouzskými jednotkami a poté jej znovudobyli Rakušané. Město tak svůj politický význam prakticky ztratilo po reformách v roce 1803. Mannheim připadl Bádensku a stal se jeho severozápadním hraničním městem.

### Obnovený rozvoj
Vzrůstající vliv měšťanstva se projevil i na rozvoji města. V roce 1828 byl otevřen přístav na Rýně a o dvanáct let později byla postavena železniční trať z Heidelbergu. Mannheim byl také střediskem revolučních událostí v roce 1848.
V roce 1865 založil Friedrich Engelhorn společnost BASF (Badische Anilin- und Soda-Fabrik), která však byla později přemístěna do Ludwigshafenu. Z malé továrny na výrobu barev se stala jednou z největších chemických firem na světě.
Karel Benz si zde v roce 1886 nechal patentovat „vozidlo s benzínovým motorem“. Po první světové válce místní firma Heinrich Lanz AG (dnes John Deere) představila první traktor „Bulldog“. V roce 1922 byla uvedena do provozu elektrárna. Město bylo v roce 1930 spojeno se sousedním Ludwigshafenem silničním mostem (Ludwighafen se vyvinul z původního ochranného předmostí mannheimské pevnosti).
V období nacistického Německa bylo z města deportováno 2000 Židů. Město bylo během druhé světové války těžce poškozeno spojeneckými nálety. V roce 1945 bylo osvobozeno americkými jednotkami.
Ze zámku a Vodárenské věže zbyly jen trosky a musely být znovu vybudovány, Národní divadlo Mannheim bylo znovu postaveno na jiném místě.
V roce 1975 hostilo město přehlídku Bundesgartenschau v parcích Luisenpark a Herzogenriedpark. V souvislosti s výstavou byly vybudovány i nová radiokomunikační věž, s výškou 218 metrů nejvyšší stavba města, druhý most přes Rýn a nová visutá dráha typu Aerobus (po šesti měsících nepřetržitého provozu byla v souladu s plánem odstraněna). Městská část Planken se stala pěší zónou. Také v osmdesátých a devadesátých letech byly realizovány velkolepé projekty. Postaveno bylo nové planetárium, rozšířen Dům umění, nová městská tržnice, synagoga i mešita. Bylo otevřeno zemské technické muzeum, stadion Karla Benze a tunel Fahrlach.

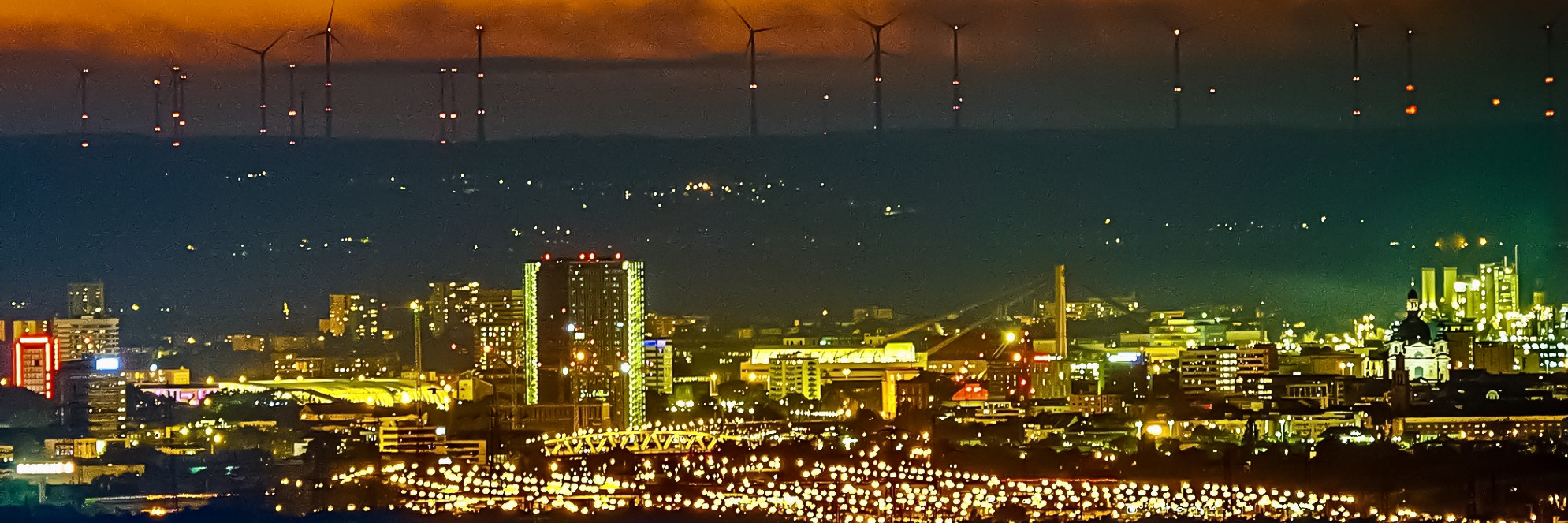
Zleva: Viktoriina věž na místě železnice, podpěra se záchytnými lany mostu Kurta Schumachera, jezuitský kostel na náměstí A 4. Větrné turbíny na horizontu jsou 20 km daleko v Porýní-Falci

Město se z průmyslového centra postupně stalo i sídlem společností zabývajících se poskytováním služeb. V roce 2001 byla postavena budova Victoria, jedna z nejvyšších budov Mannheimu.

### Slučování místních částí
Mezi lety 1895 a 1944 se město spojilo s následujícími částmi:
| Rok  | část                | rozloha v hektarech |
| ---- | ------------------- | ------------------- |
| 1895 | Friesenheimer Insel | 717                 |
| 1897 | Käfertal            | 1776                |
| 1899 | Neckarau            | 1575                |
| 1910 | Feudenheim          | 781                 |
| 1913 | Sandhofen           | 2437                |
| 1913 | Rheinau             | 959                 |
| 1929 | Wallstadt           | 674                 |
| 1930 | Seckenheim          | 1687                |
| 1930 | Friedrichsfeld      | 225                 |
| 1930 | Kirschgartshausen   | 483                 |
| 1930 | Sandtorf            | 264                 |
| 1930 | Straßenheim         | 406                 |
| 1944 | část obce Rohrhof   | 233                 |

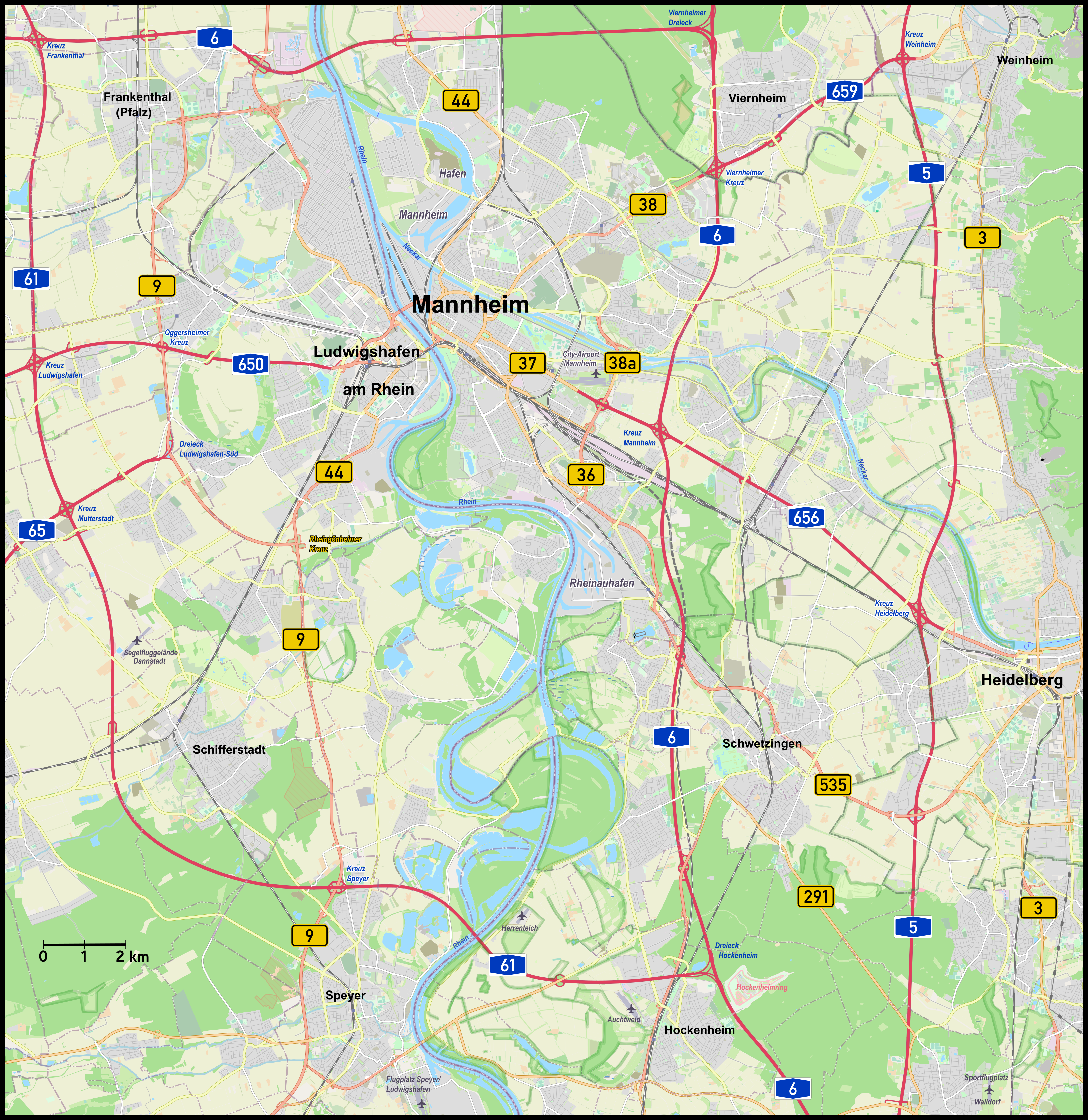
Hlavní dopravní tepny

Před zahájením slučování byla rozloha města 2384 hektarů.

## Vývoj počtu obyvatel
Počet obyvatel města překročil v roce 1896 hranici 100 000. V roce 1905 zde žilo přes 160 000 lidí, do roku 1961 se počet zdvojnásobil a v roce 1970 dosáhla populace historického maxima 333 000 lidí.
Obyvatel jiné než německé národnosti žije ve městě okolo 22,5 procent. Největší skupiny podle velikosti (k 31. prosinci 2005) jsou: Turci (19 831), Italové (8324), Srbové (3550), Poláci (3389), Chorvaté (2780) a Řekové (2777).

## Průmysl a infrastruktura

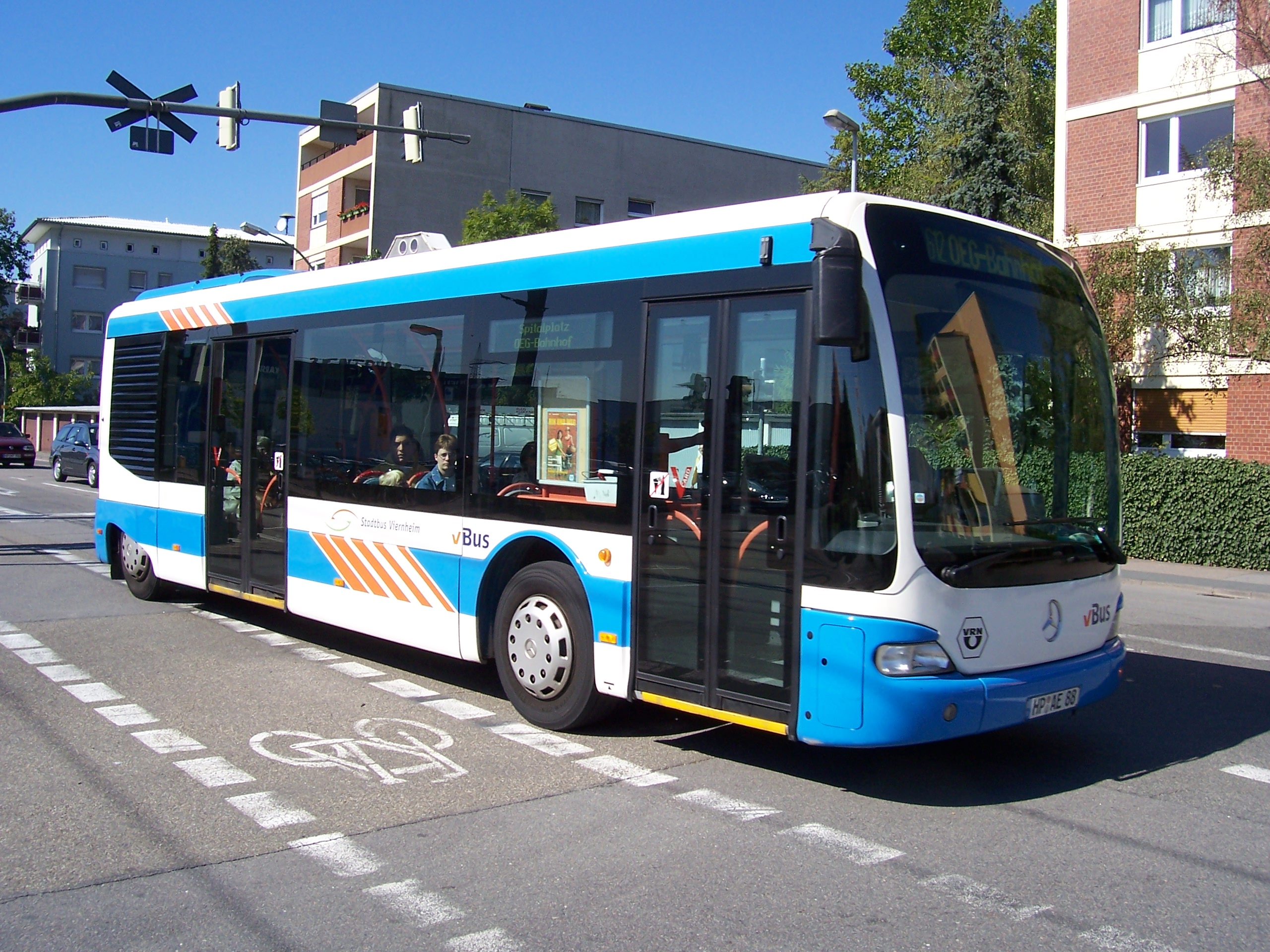
Autobus vyráběný ve městě

Z Mannheimu pochází i několik důležitých vynálezů; zde postavil Karl Drais v roce 1817 první jízdní kolo – drezínu, v roce 1886 odtud vyjel na silnici první automobil Karla Benze a v roce 1921 jej následoval i první traktor. Mannheimský vynálezce Julius „Uss“ Hatry zkonstruoval první letoun na principu raketového pohonu na světě. První let se uskutečnil 30. září 1929 z frankfurtského letiště.
Nejsilnějším oborem průmyslu ve městě je výroba elektrozařízení a strojů. K největším společnostem patří
- Mercedes-Benz (motory)
- Daimler Buses (městské autobusy, např. Citaro)
- ABB (elektro- a automatizační technika)
- Alstom (elektrozařízení)
- Bombardier Transportation (elektrická výstroj vagonů)
- John Deere (zemědělské stroje)
- Joseph Vögele (finišery)
- Deutz (motory)
- Bopp & Reuther (bezpečnostní a regulační technika)
- Pepperl+Fuchs (vybavení továren a automatizace výroby)
- WIMA (elektronika)
- York (chladicí technika)

Chemický průmysl:
- Hoffmann-La Roche (farmacie)
- SCA Hygiene (celulózové a papírové výrobky, např. 'Zewa')
- Fuchs Petrolub (maziva)
- Unilever
- Reckitt Benckiser (hygiena)
- Phoenix Pharmahandel (farmacie)
- Deutsche Hutchinson (gumové výrobky)

Ve městě má sídlo i mnoho společností z oborů financí a pojišťovnictví, například BW-Bank nebo Mannheimer Versicherung. V oblasti výroby potravin jsou známými firmy Südzucker, Birkel (těstoviny), pivovar Eichbaum, výrobce čokolády Herrmann GmbH a další.

### Doprava

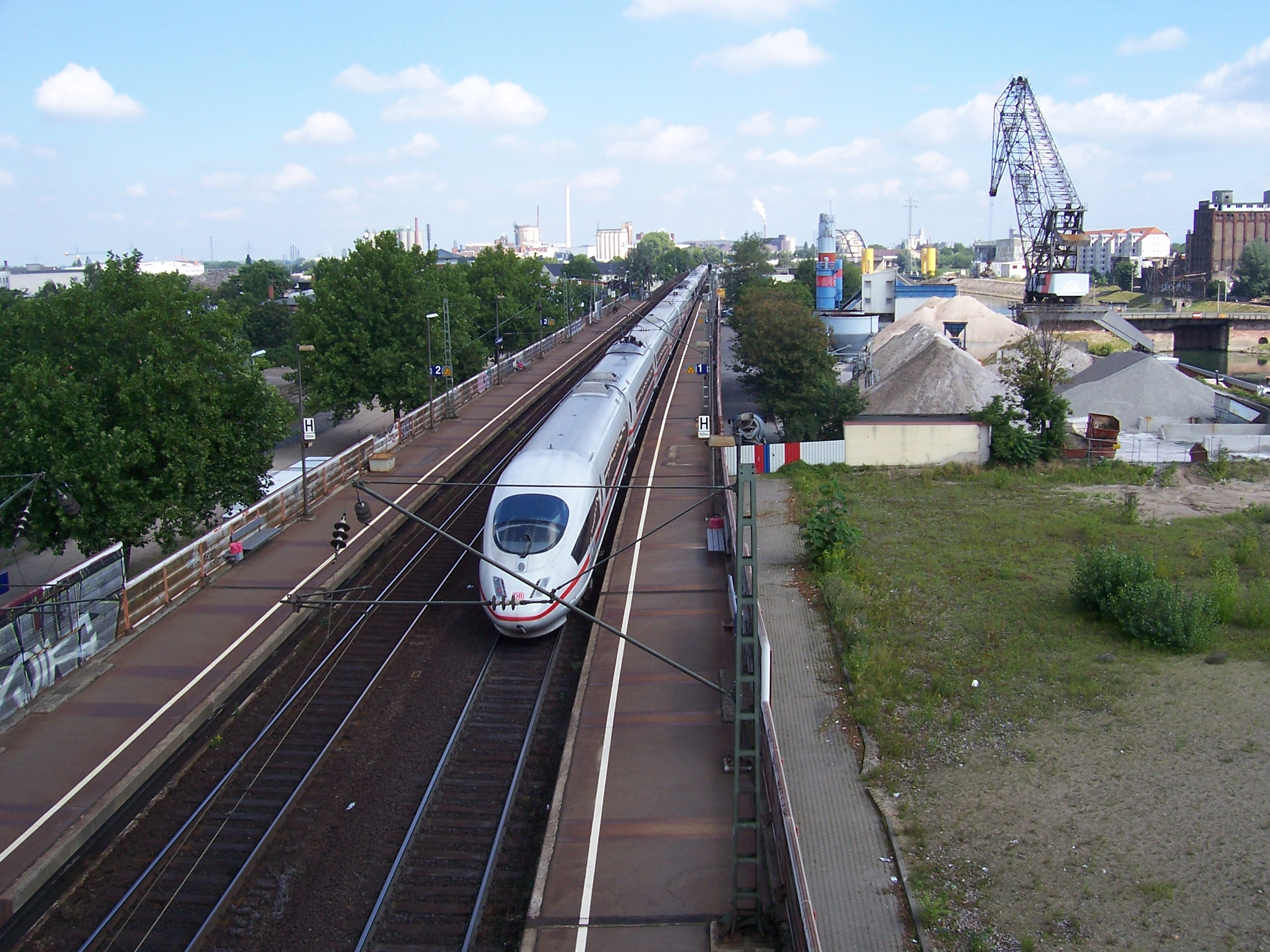
Souprava ICE v Mannheimu

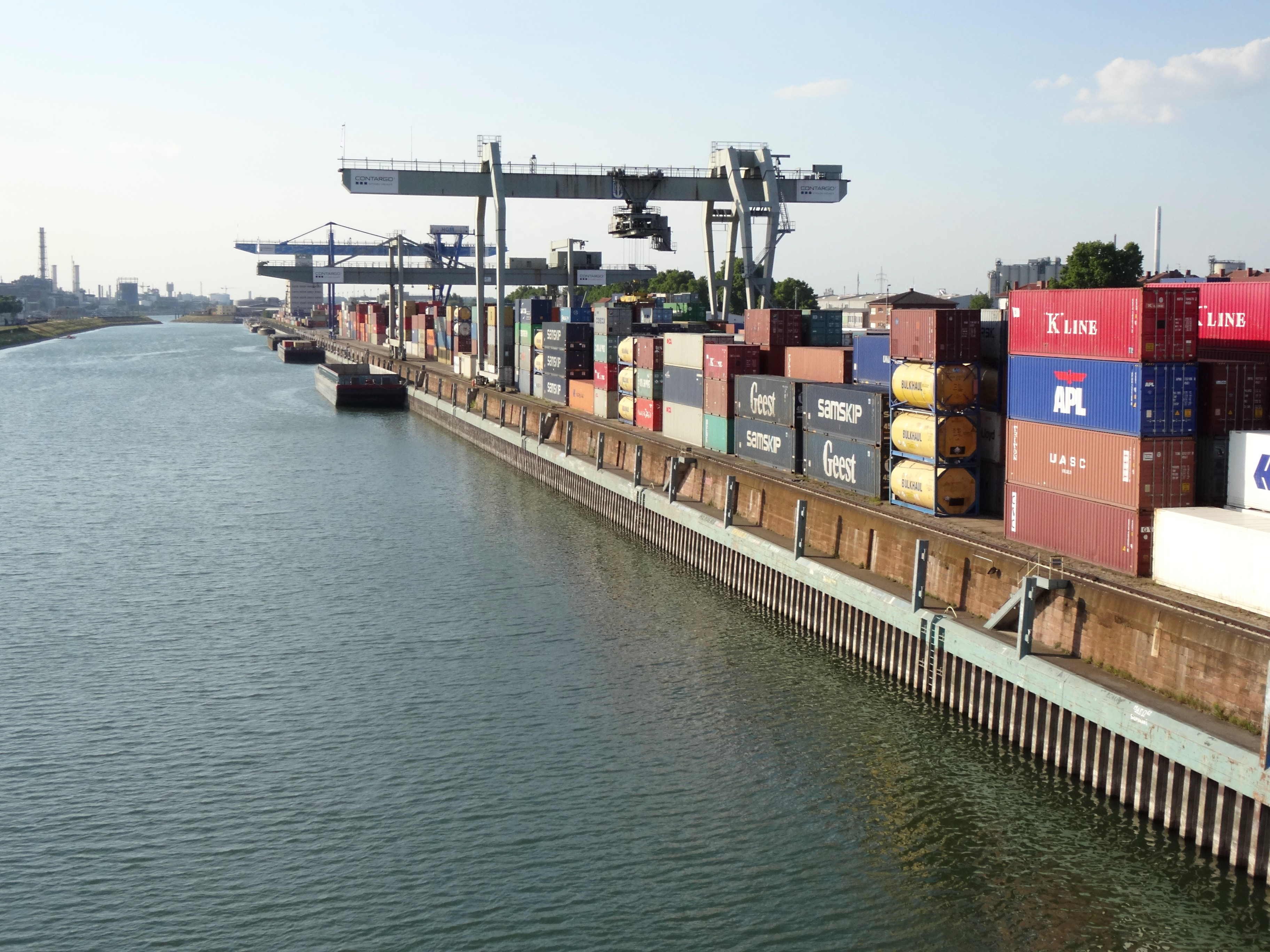
Překladiště

Aglomerace Mannheim/Ludwigshafen je obklopena dálničním okruhem se sedmi důležitými dálničními křižovatkami.
Mannheim je i jedním z největších železničních uzlů v jihozápadní části Německa. V roce 2005 projíždělo Hlavním nádražím Mannheim denně 185 rychlíků a vlaků dálkové přepravy. Z města vede od roku 1991 do téměř sto kilometrů vzdáleného Stuttgartu i vysokorychlostní trať ICE. Ve stavbě je i vysokorychlostní trať spojující Mannheim s Frankfurtem. Od roku 2007 mají přes Mannheim jezdit na evropské vysokorychlostní železnici Paříž – Frankfurt – Berlín (Rhealys) i vlaky TGV.
Nákladní nádraží Mannheim Rangierbahnhof je po nádraží Maschen v Hamburku druhým největším v Německu. V roce 2005 bylo denně vybaveno 30 mezinárodních, 60 národních a 440 regionálních nákladních vlaků.
Od roku 2003 funguje v oblasti Rýn-Neckar S-Bahn, spojující region s oblastí Porýní-Falc a jižní oblastí Hesenska. Všechny linky procházejí mannheimským hlavním nádražím. Dalšími stanicemi jsou Mannheim-Rangierbahnhof, Mannheim-Seckenheim a Mannheim-Friedrichsfeld-Süd.
Lodní doprava na Rýně je soustředěna do mannheimského přístavu, který je s rozlohou 1 131 hektarů jedním z největších a nejdůležitějších vnitrozemských přístavů Evropy. V roce 2005 prošlo přístavem 8,1 miliónu tun zboží a v oblasti přístavu sídlí téměř 500 společností poskytujících 20 000 pracovních míst.
V části Sandhofen je vojenské letiště, v Neuostheimu je letiště civilní. City-Airport Mannheim (IATA-kód: MHG), poskytuje lety do Berlína, Hamburku a Saarbrücken. Mezinárodní letiště Frankfurt nad Mohanem leží 65 kilometrů severně a je dosažitelné vlakem ICE za 30 minut.

## Pamětihodnosti
Národní divadlo v Mannheimu bylo založeno v roce 1779 a je nejstarší scénou svého druhu v Německu. V roce 1782 zde poprvé Friedrich Schiller uvedl své drama Loupežníci.

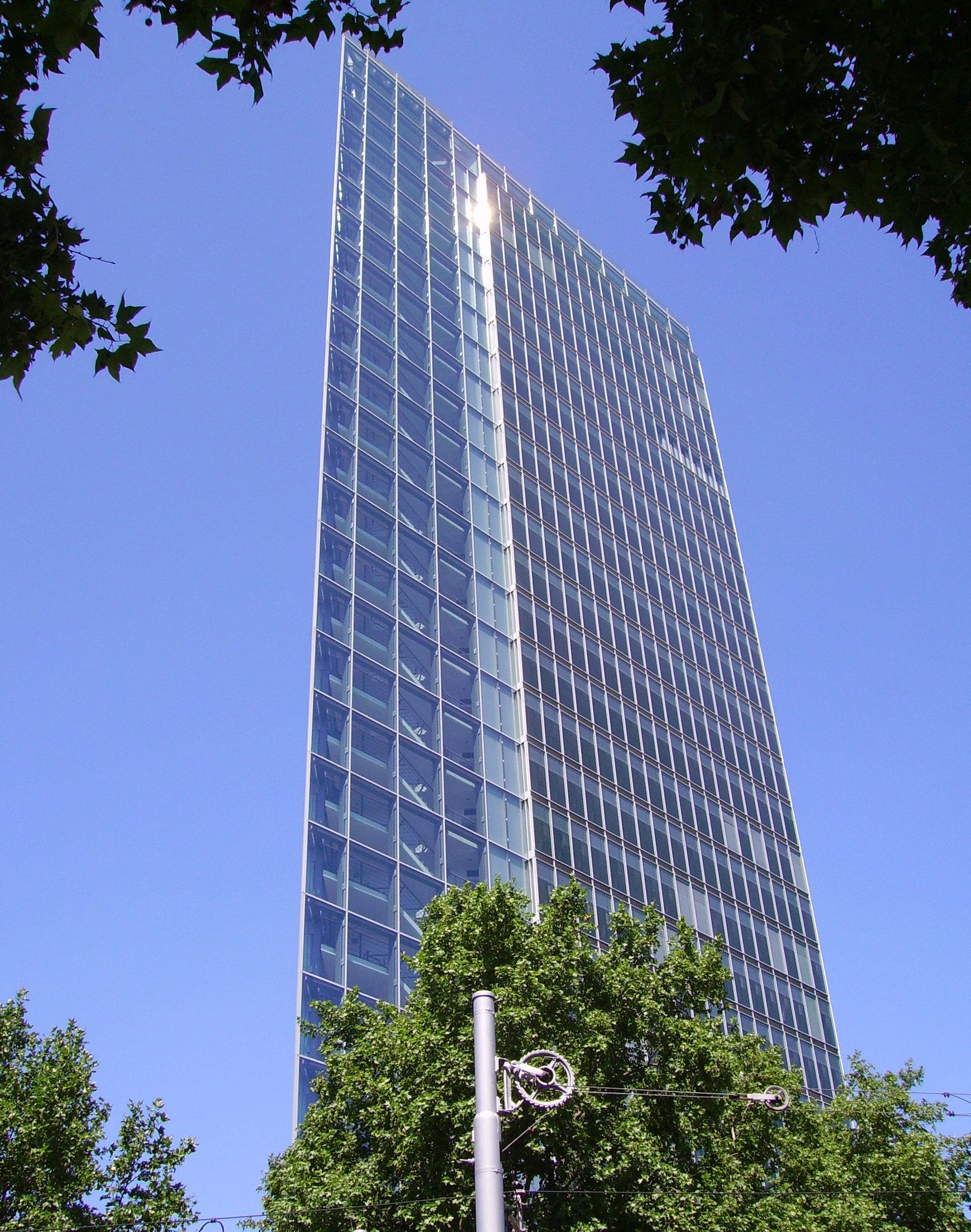
Budova Victoria
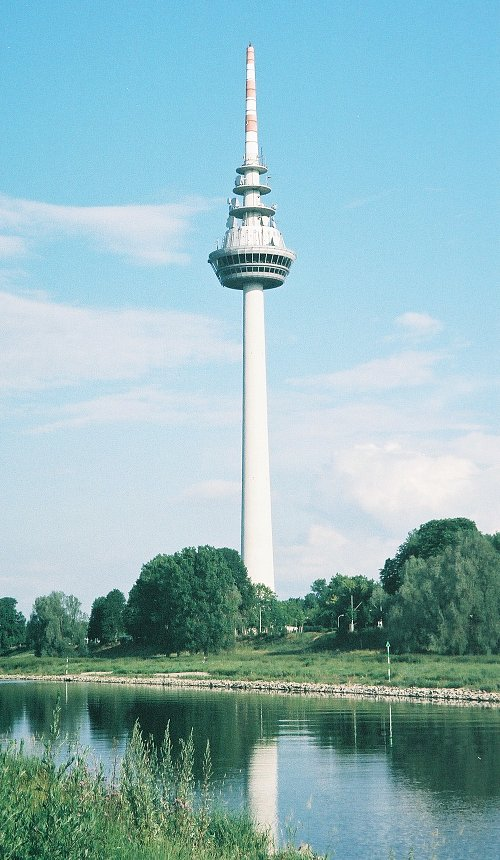
Radiokomunikační věž
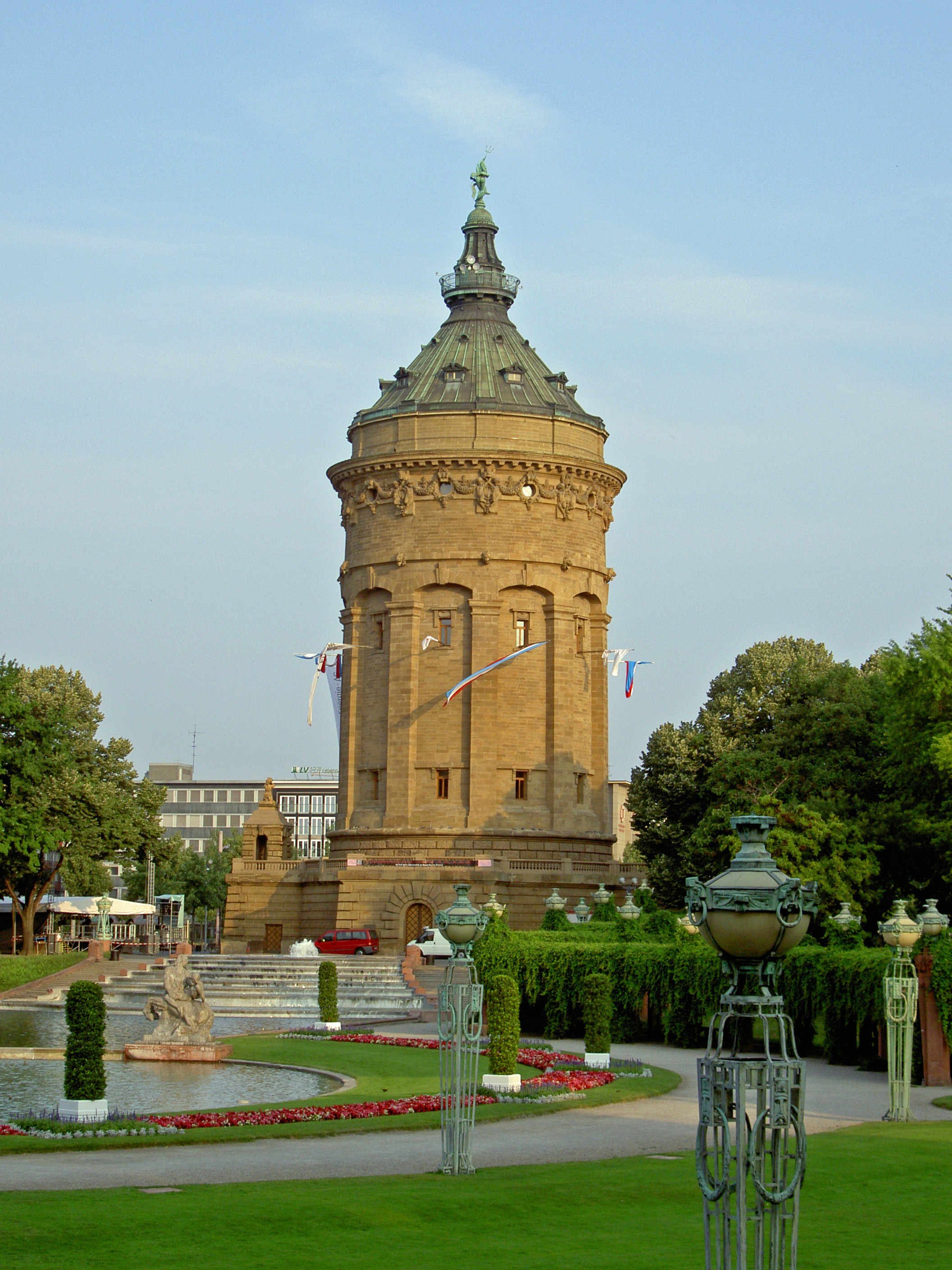
Friedrichsplatz a Vodárenská věž
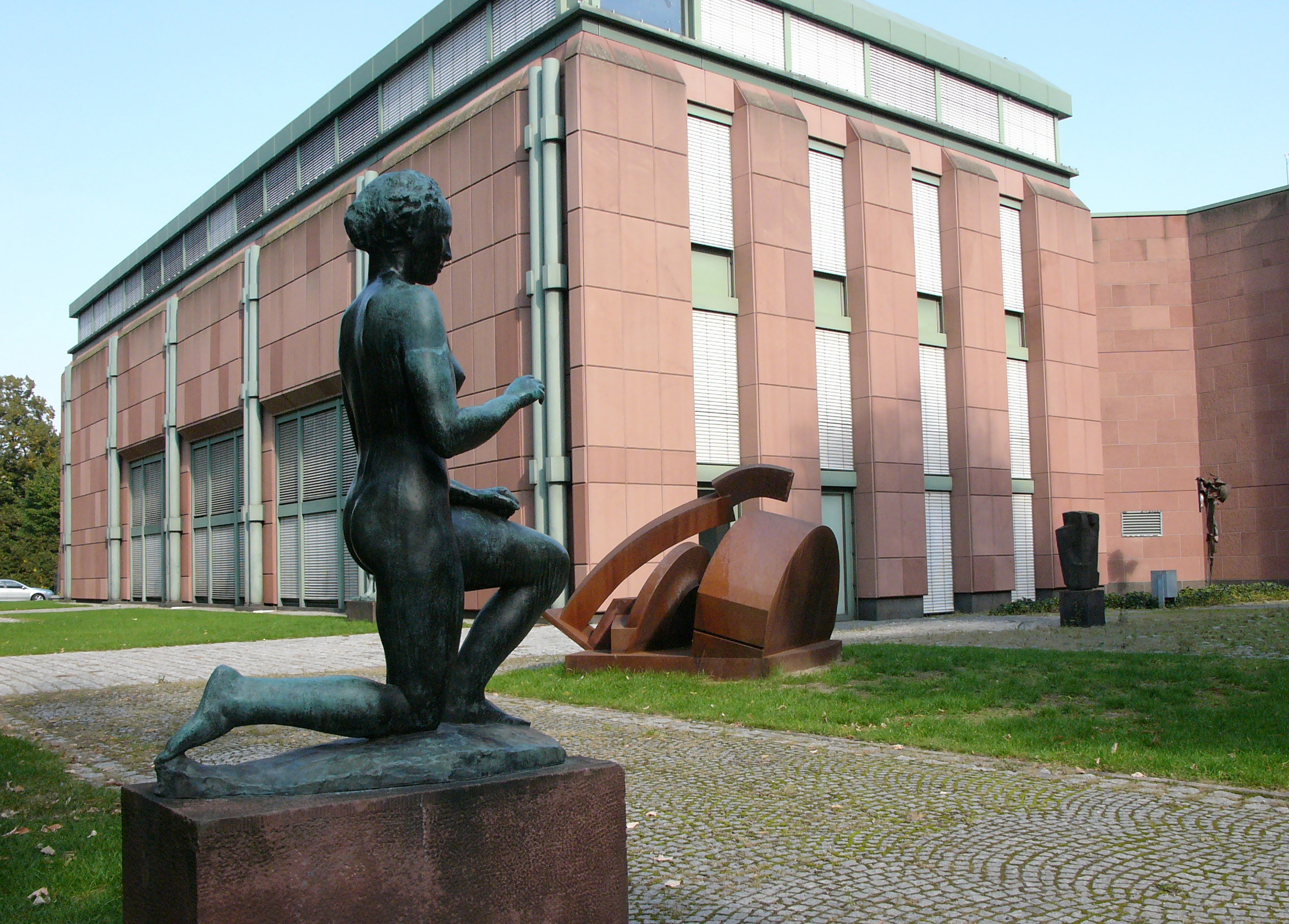
Kunsthalle
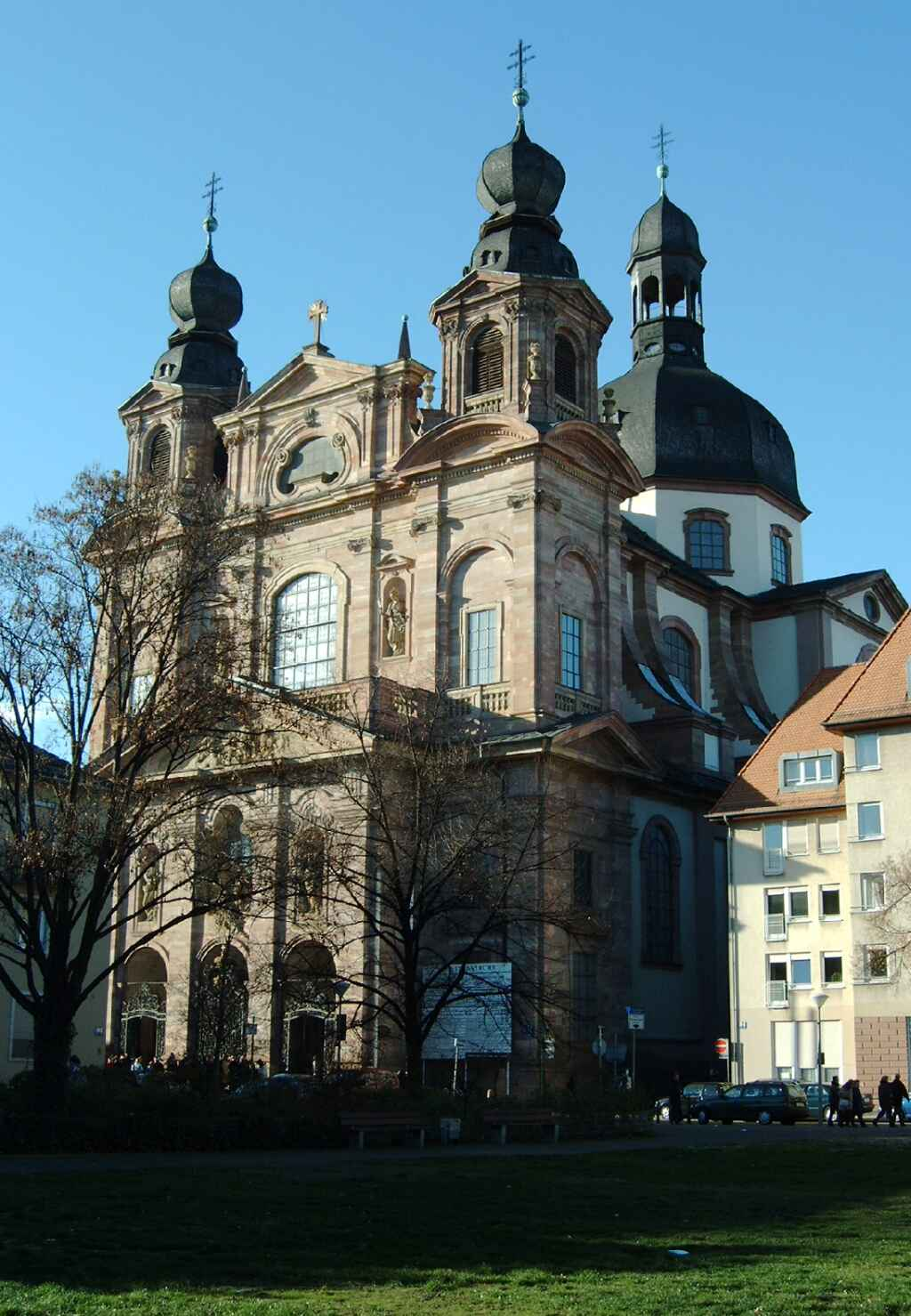
Jezuitský kostel
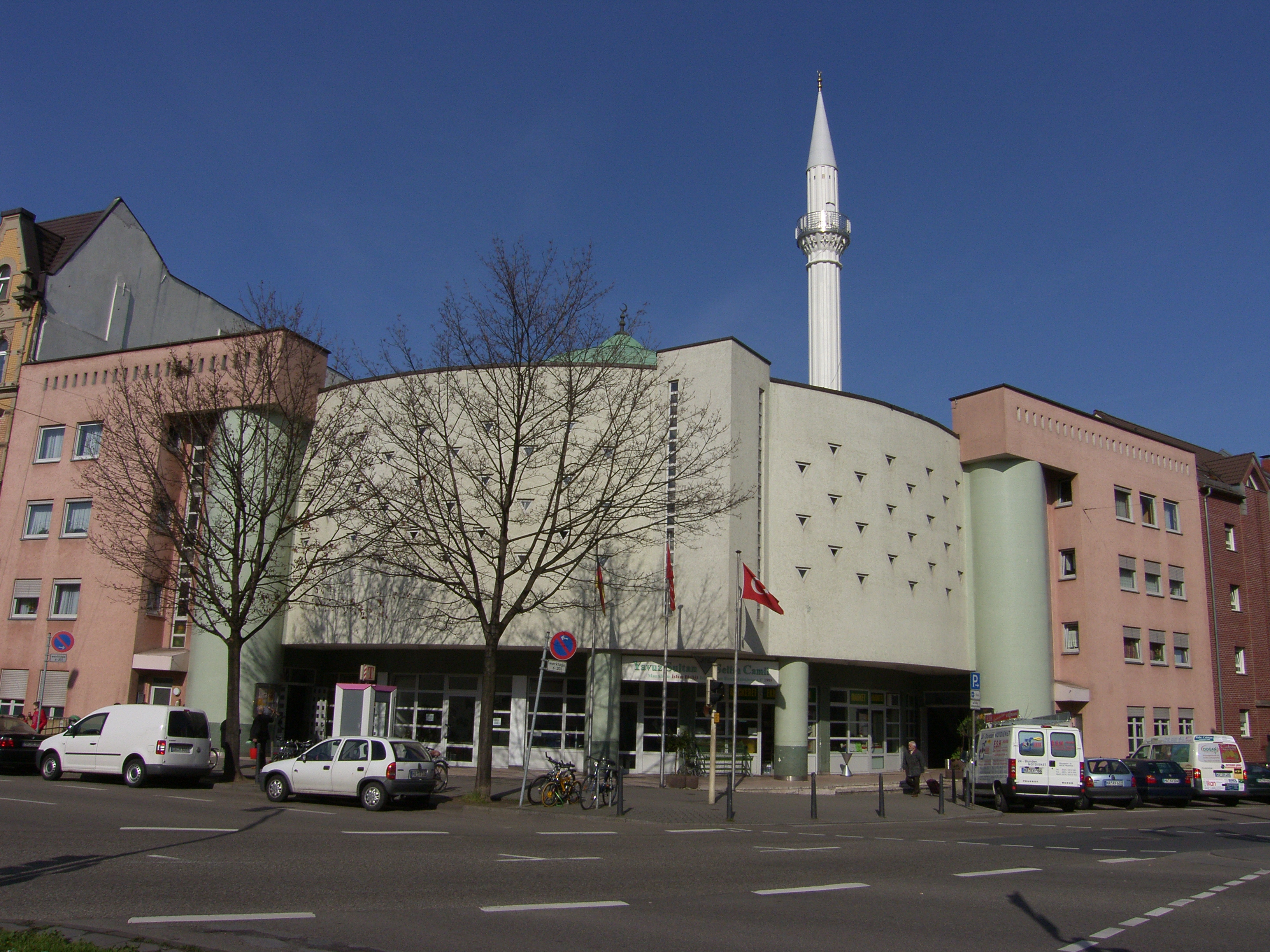
Mešita Yavuz-Sultan-Selim
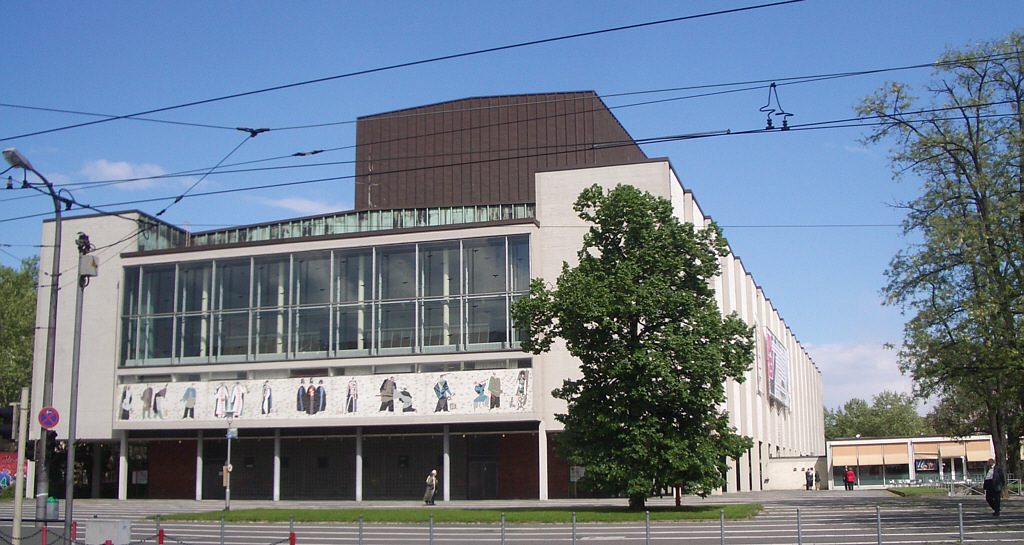
Národní divadlo
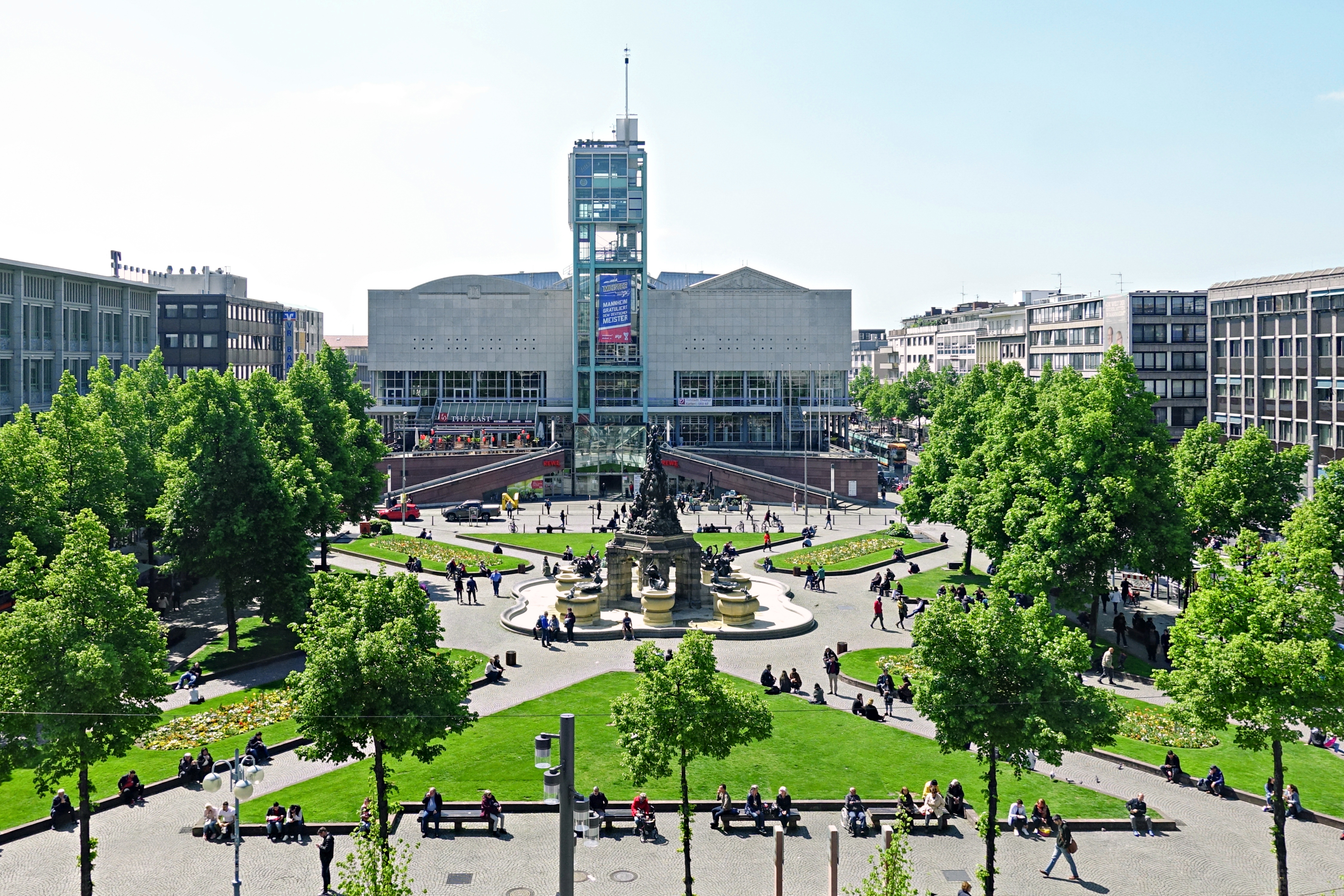
Paradeplatz
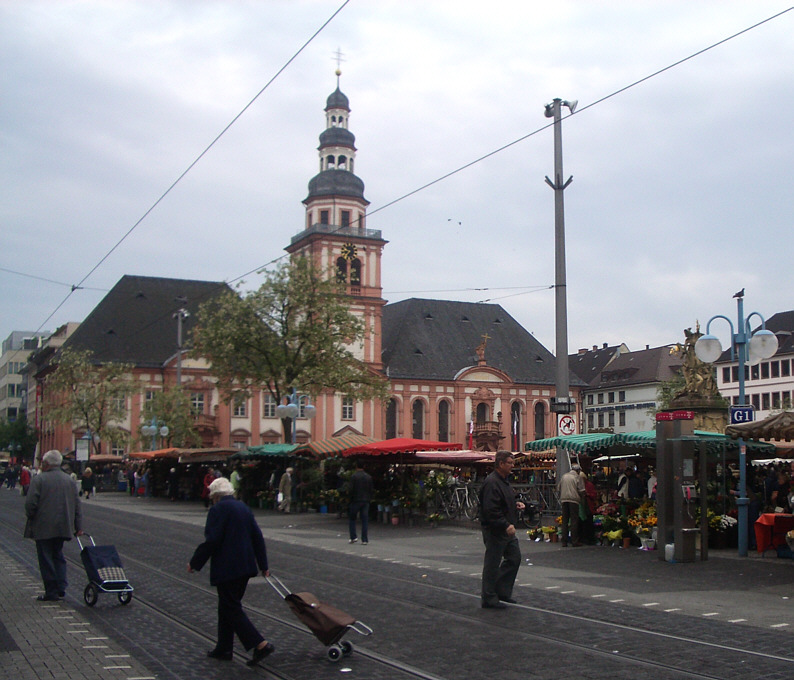
Marktplatz
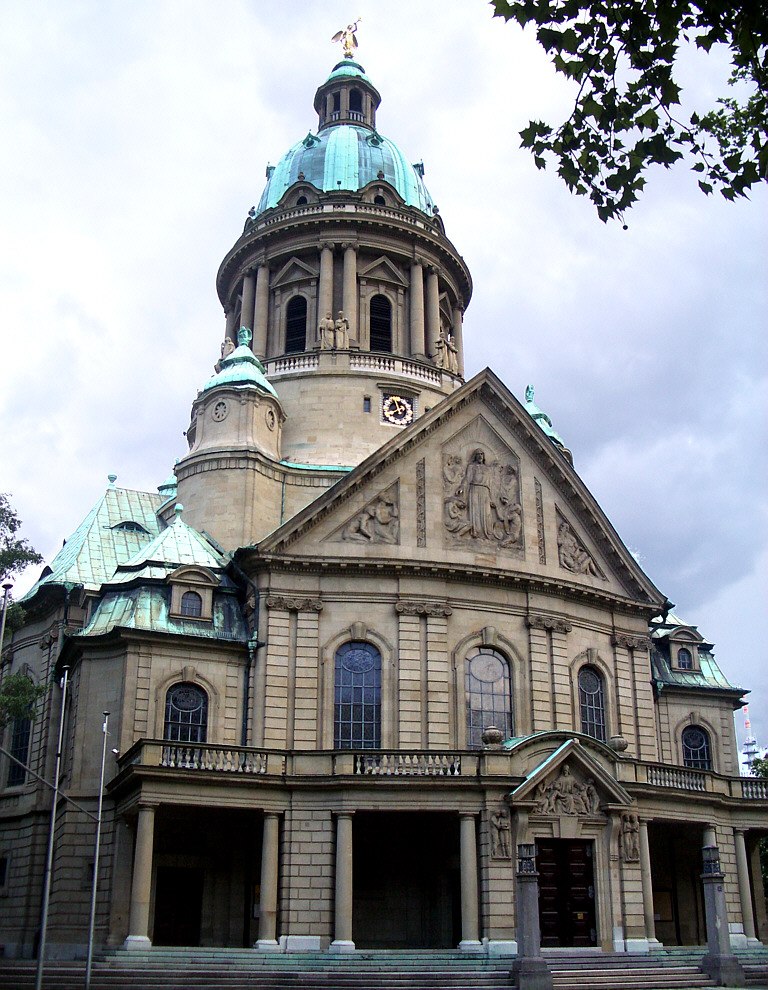
Kostel
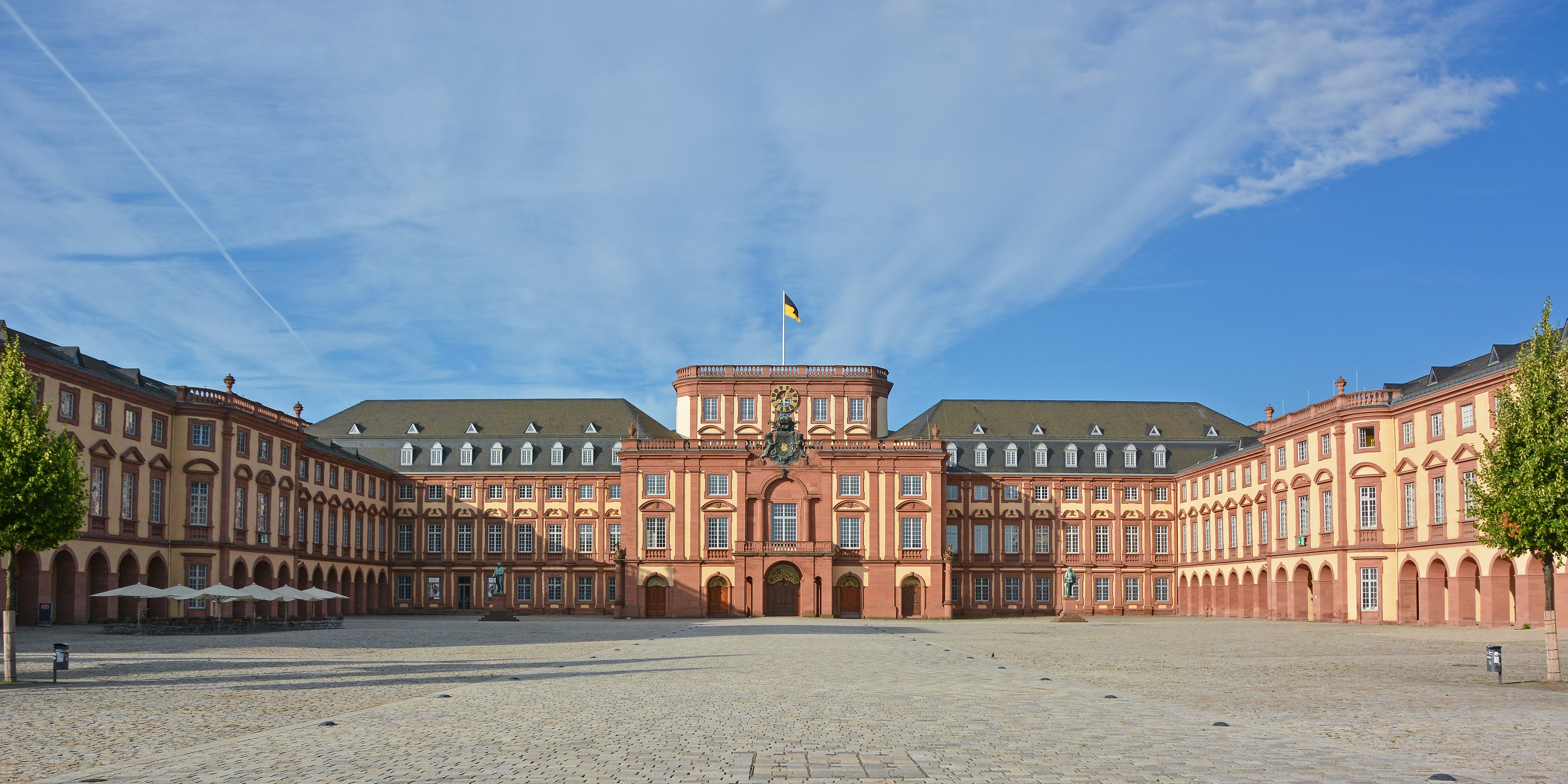
Nádvoří zámku

### Parky a zeleň

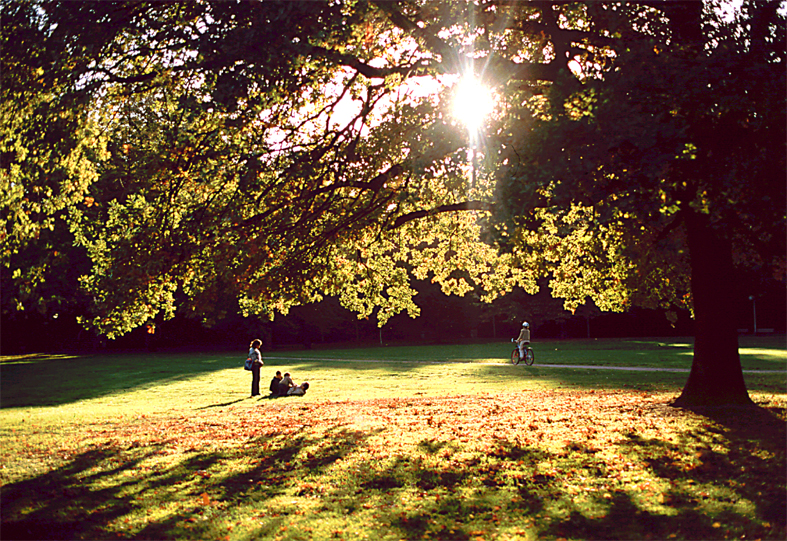
dolní část Luisenparku

- Luisenpark je s 41 hektary největším městským parkem. Založen byl v roce 1903 a u příležitosti přehlídky Bundesgartenschau v roce 1975 byl rozšířen. Rozkládá se v centru u řeky Neckar. Je v něm několik „atrakcí“ jako například čínská „čajová“ zahrada, pavilón motýlů ap.

- Herzogenriedpark, který byl také s 22 hektary částí Bundesgartenschau, leží severně od Neckarstadtu. Návštěvníci mohou zhlédnout například Rosárium.

- Zámecká zahrada rozkládající se od zámku až k řece Rýn je s 38 hektary druhým největším městským parkem.

## Sport
Ve městě sídlí fotbalové kluby VfR Mannheim, SV Waldhof Mannheim a hokejový klub Adler Mannheim.

## Osobnosti

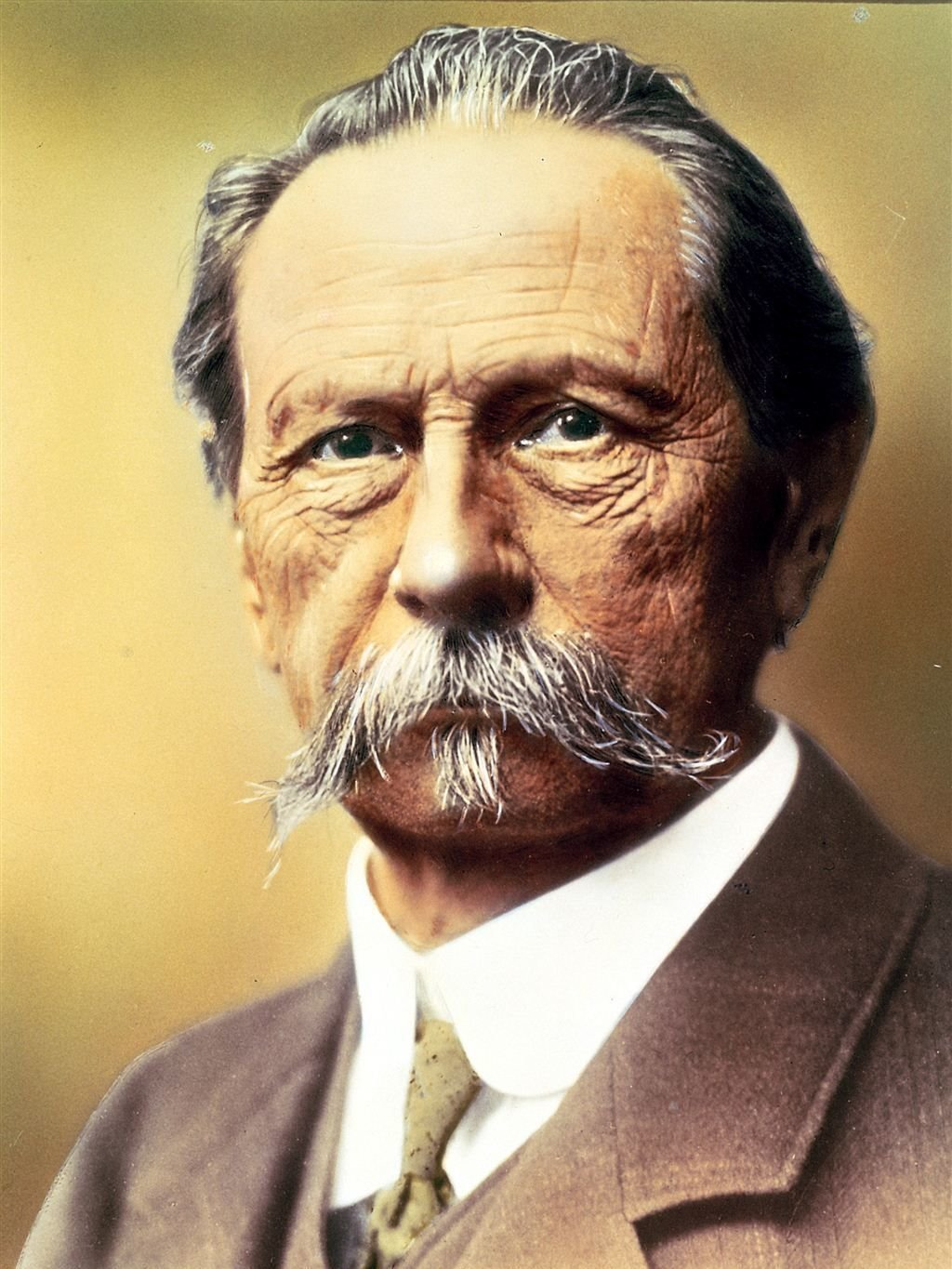
Karl Benz okolo roku 1900

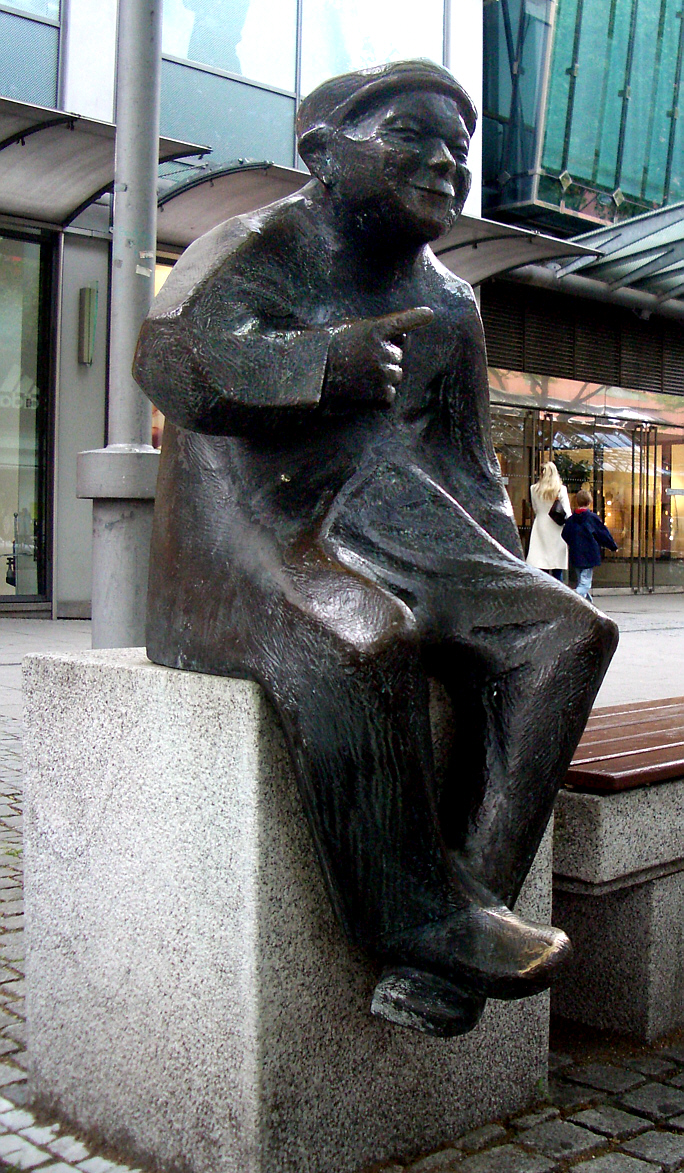
Pomník květináře, legendy Blumepetera

Následující přehled uvádí významné osobnosti narozené ve městě, seřazen je podle data narození.
- 1813: Lorenz Brentano († 1891 Chicago), právník a politik
- 1821: Friedrich Engelhorn († 1902, Mannheim), vlastník a zakladatel firmy BASF
- 1838: Wilhelm Reiß († 1908 Könitz u Saalfeldu), vědec, vulkanolog
- 1876: Hermann Müller († 1931 Berlín), politik (SPD), Říšský kancléř 1920 a 1928–1930, ministr zahraničních věcí 1919–20.
- 1882: Franz Mayer († 1975 Mexiko), obchodník a sběratel uměleckých děl
- 1897: Max Hansen († 1961 Kodaň), kabaretiér, filmová hvězda Berlína v období Výmarské republiky
- 1897: Sepp Herberger († 1977 Weinheim), trenér německého fotbalového týmu v letech 1936–64
- 1905: Albert Speer st. († 1981 Londýn), „První architekt třetí říše“, odsouzen jako válečný zločinec
- 1907: Alfred Delp († 1945, popraven v Plötzensee), katolický teolog, filosof, účastník protinacistického odboje
- 1913: Hans Filbinger, ministerský předseda Bádensko-Württemberska (CDU) 1966–1978
- 1915: Helmut Wick († 1940 Lamanšský průliv), stíhací pilot Luftwaffe
- 1926: Anneliese Rothenberger, německá operní a operetní zpěvačka
- 1933: Gerhard Mayer-Vorfelder, bývalý předseda Německého fotbalového svazu a ministr
- 1937: Rudi Altig, silniční cyklista, mistr světa 1961, držitel Zeleného trikotu na Tour de France v roce 1962
- 1943: Wilhelm Genazino spisovatel
- 1953: Reinhard Bütikofer, politik
- 1969: Steffi Grafová, nejúspěšnější německá tenistka
- 1971: Xavier Naidoo, zpěvák německé soulové hudby

V Mannheimu nenarození, ale působící:
- 1717: Jan Václav Stamic, skladatel a houslista
- 1750: Wolfgang Heribert von Dalberg, divadelník
- 1756: Wolfgang Amadeus Mozart, skladatel
- 1759: Friedrich von Schiller, básník
- 1785: Karl Drais, vynálezce předchůdce jízdního kola – drezíny
- 1838: Heinrich Lanz, vynálezce a výrobce zemědělských strojů, lokomotiv a traktorů.
- 1844: Karl Benz, vynálezce, průkopník automobilismu
- 1875: Blumepeter (občanským jménem Peter Schäfer), mannheimská legenda
- 1924: Robert Häusser, fotograf
- 1925: Leonie Ossowski, spisovatelka
- 1944: Joy Fleming, jazzová a bluesová zpěvačka
- 1956: Uwe Ochsenknecht, herec a zpěvák
- 1948: Bernd Clüver, zpěvák

### Čestní občané
Od roku 1820 uděluje město čestné občanství. Nejdůležitějšími nositeli byli:
- 1895: Otto von Bismarck, Říšský kancléř (1815–1898)
- 1907: Wilhelm Wundt, psycholog (1832–1920)
- 1970: Carlo Schmid, ministr spolkové vlády (1896–1979)

## Fotogalerie

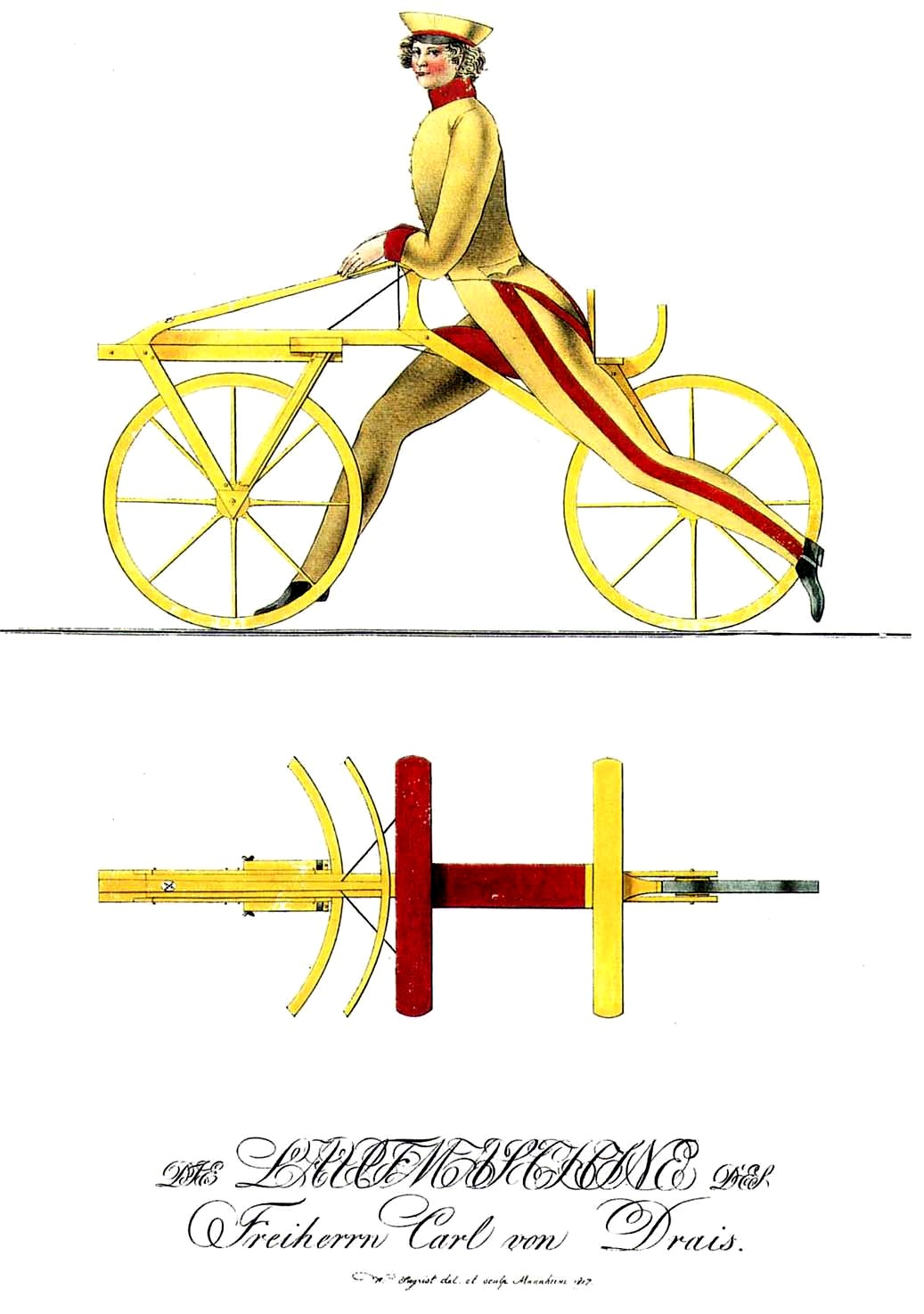
První jízdní kolo na světě, sestrojené v Mannheimu Karlem Draisem roku 1817
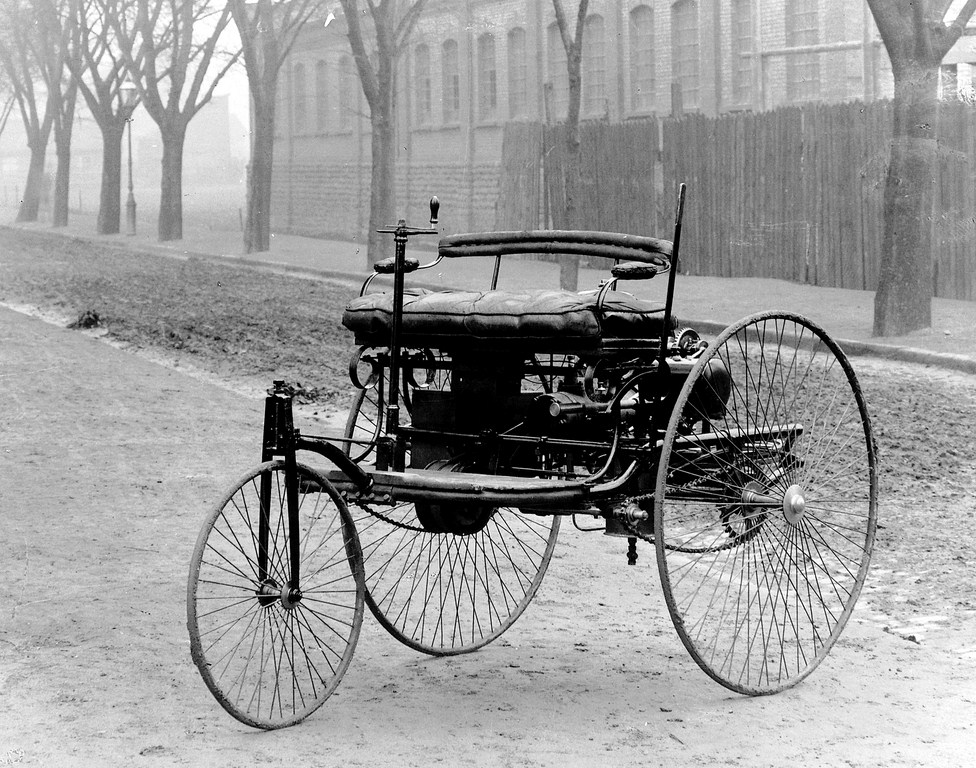
První automobil na světě, sestrojený v Mannheimu Carlem Benzem roku 1885
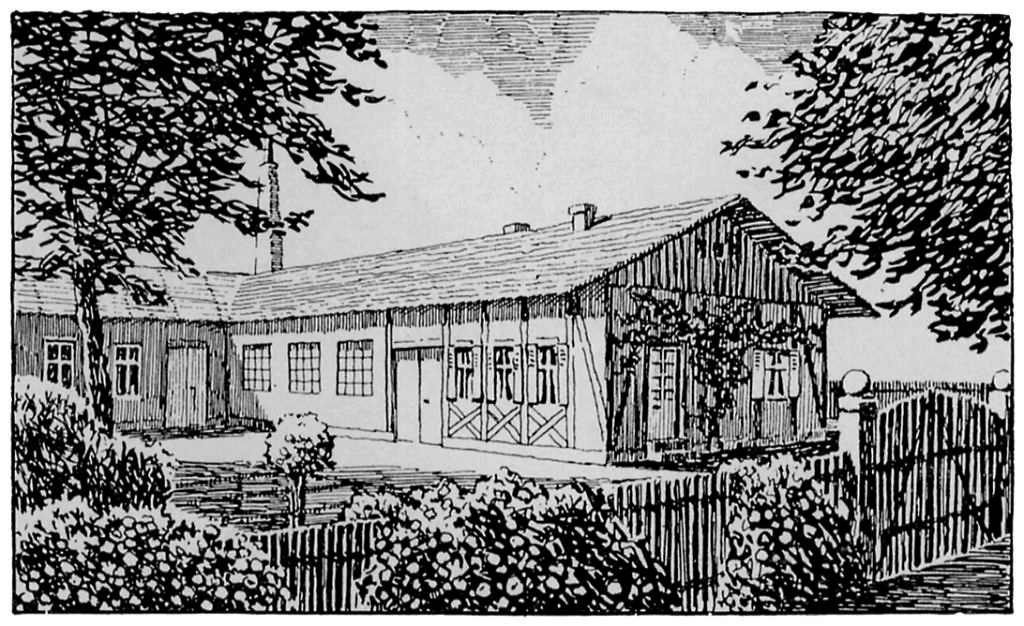
Benzova dílna v Mannheimu (T6, 11)
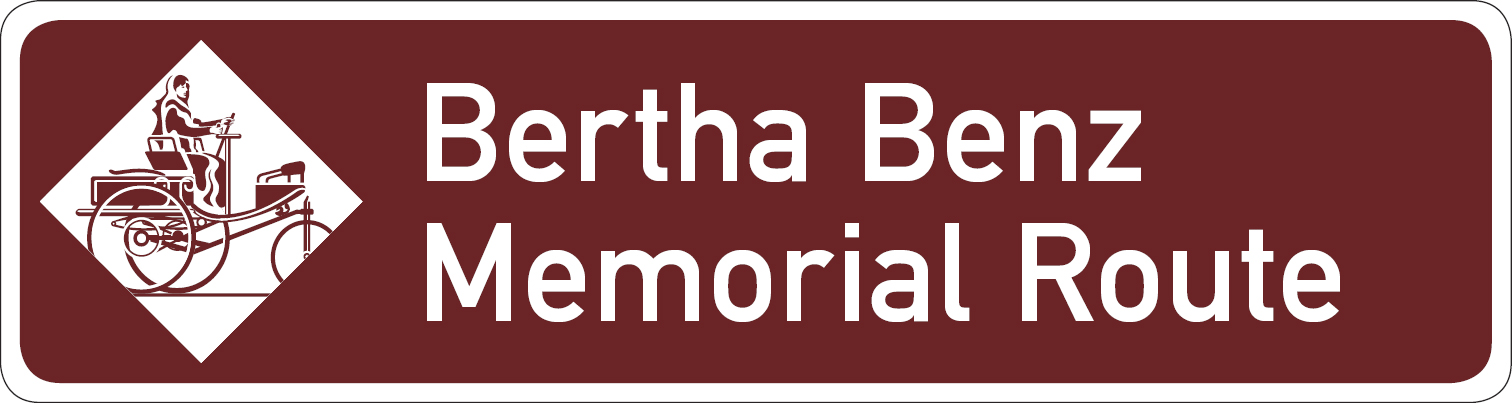
Označení cesty Berthy Benzové, na počet její první dálkové cesty automobilem z Mannheimu do Pforzheimu v roce 1888 (104 km)

## Partnerská města
- Swansea, Spojené království (od roku 1957)
- Toulon, Francie (1959)
- Berlín Charlottenburg (1961)
- Windsor, Kanada (1980)
- Riesa, Sasko (1988)
- Kišiněv, Moldavsko (1989)
- Bydhošť, Polsko (1991)
- Klaipėda, Litva (2002)
- Čen-ťiang, Čína (2004)

### Konzulární zastoupení
- Italský konzulát: M1,5 – 68161 Mannheim
- Honorární konzulát Republiky Niger: Besselstraße 26 – 68219 Mannheim